# Twice-Told Tales
Twice-Told Tales ist eine Kurzprosasammlung des amerikanischen Schriftstellers Nathaniel Hawthorne. Ein erster Band erschien 1837, ein zweiter 1842. Die Fassung letzter Hand, ergänzt um ein Vorwort, wurde 1851 veröffentlicht. Auf Deutsch kam 1852 eine Auswahl unter dem Titel Zweimal erzählte Geschichten heraus. Die meisten Erzählungen liegen in Einzelübersetzungen vor.

## Publikationsgeschichte
Die meisten in den Twice-Told Tales gesammelten Erzählungen und literarischen Skizzen waren zuvor anonym in verschiedenen Zeitungen, Zeitschriften und Almanachen wie der Salem Gazette, The New-England Magazine oder The Token erschienen, erst mit der Publikation des ersten Bandes 1837 gab sich Hawthorne als ihr Verfasser zu erkennen.
Einige der Erzählungen entstanden ursprünglich als Teil von früher verfassten Erzählzyklen. Weder für Seven Tales of My Native Land (verfasst um 1826–27) noch für Provincial Tales (um 1828–1830) fand Hawthorne einen Verleger und vernichtete schließlich die meisten Manuskripte. Seine dritte Sammlung The Story Teller erschien zwar ab November 1834 fortlaufend im New-England Magazine, doch nachdem die Zeitschrift 1835 den Besitzer gewechselt hatte, wurde die Veröffentlichung nicht wie geplant fortgesetzt. Auch dieses Werk ist in seiner Gesamtheit verloren. Die Twice-Told Tales sind so die erste erfolgreiche Veröffentlichung Hawthornes unter seinem eigenen Namen.

## Inhaltsverzeichnis
Im Folgenden findet sich eine Auflistung der Erzählungen (tales) und Skizzen (sketches) gemäß ihrer Anordnung in der Ausgabe letzter Hand. Angegeben ist außerdem das Jahr der Erstveröffentlichung und, so eine Übersetzung vorliegt, der deutsche Titel.
| Band I - Preface, dt. „Vorwort“ (1851) - The Gray Champion, dt. „Der graue Beschützer“ (1835) - Sunday at Home (1837) - The Wedding-Knell, dt. „Die Hochzeitstotenglocke“ (1836) - The Minister's Black Veil, dt. „Des Pfarrers schwarzer Schleier“ (1836) - The May-Pole of Merry Mount, dt. „Der Maibaum von Merry Mount“ (1836) - The Gentle Boy, dt. „Der sanfte Knabe“ (1832) - Mr. Higginbotham's Catastrophe, dt. „Mr. Higginbothams Verhängnis“ (1834) - Little Annie's Ramble (1835) - Wakefield (1835) - A Rill from the Town-Pump (1835) - The Great Carbuncle, dt. „Der große Karfunkel“ (1837) - The Prophetic Pictures, dt. „Die prophetischen Bilder“ (1837) - David Swan (1837) - Sights from a Steeple (1831) - The Hollow of the Three Hills, dt. „Die Mulde unter den drei Hügeln“ (1830) - The Toll-Gatherer's Day dt. „Der Tag eines Zolleinnehmers“(1837) - The Vision of the Fountain (1835) - Fancy's Show Box (1837) - Dr. Heidegger's Experiment, dt. „Doktor Heideggers Experiment“ (1837) | Band II - Legends of the Province House, dt. „Was man sich vom alten Gouverneurspalast erzählt“: - I. Howe's Masquerade, dt. „Howes Maskenball“ (1838) - II. Edward Randolph's Portrait, dt. „Edward Randolphs Porträt“ (1838) - III. Lady Eleanore's Mantle, dt. „Der Mantel der Lady Eleanore“ (1838) - IV. Old Esther Dudley, dt. „Die alte Esther Dudley“ (1839) - The Haunted Mind, dt. „Der heimgesuchte Geist“ (1835) - The Village Uncle, dt. „Der Dorfonkel“ (1835) - The Ambitious Guest, dt. „Der ehrsüchtige Gast“ (1835) - The Sister Years (1835) - Snow-Flakes (1838) - The Seven Vagabonds, dt. „Die sieben Vagabunden“ (1833) - The White Old Maid, dt. „Die alte weiße Jungfer“ (1835) - Peter Goldthwaite's Treasure, dt. „Peter Goldthwaites Schatz“ (1838) - Chippings with a Chisel (1838) - The Shaker Bridal (1838) - Night Sketches (1838) - Endicott and the Red Cross, dt. „Endicott und das rote Kreuz“ (1838) - The Lily's Quest (1839) - Foot-prints on the Sea-shore (1838) - Edward Fane's Rosebud (1837), dt. „Eduard Fane's Röschen“ (1860), veröffentlicht in Blätter aus Krain, Nr. 1–2/1860, S. 1–2, 5–7.Teil 1Teil 2 - The Threefold Destiny, dt. „Das dreifache Geschick“ (1838) |

## Ausgaben
Die maßgebliche moderne Ausgabe ist:
- Nathaniel Hawthorne: Twice-Told Tales. Ediert von Fredson Bowers und J. Donald Crowley. Ohio State University Press, Columbia OH 1974 (= Band 9 der Centenary Edition of the Works of Nathaniel Hawthorne. Hrsg. von William Charvat, Roy Harvey Pearce et al. 23 Bände. Ohio State University Press, Columbus OH 1962–1997)

Eine vollständige Übersetzung steht noch aus. Die meisten Erzählungen liegen zwar in Einzelübersetzungen vor, sind aber über verschiedene Sammelbände verstreut, die ganz überwiegend nur noch antiquarisch erhältlich sind. Einer der umfassendsten und zudem der einzige, der auch eine Übersetzung des Vorworts der Twice-Told Tales (von Hans-Joachim Lang) bietet, ist:
- Nathaniel Hawthorne: Die himmlische Eisenbahn. Erzählungen, Skizzen, Vorworte, Rezensionen. Mit einem Nachwort und Anmerkungen von Hans-Joachim Lang. Winkler, München 1977. ISBN 3-53806068-1